# 小原光代
小原 光代（おばら みつよ、1976年11月10日 - ）は、日本の女性モデル、タレント。
神奈川県出身。所属事務所オスカープロモーション
血液型B型。身長168cm。スリーサイズはB78・W55・H80。

## 略歴
日出女子学園高等学校卒業。
1989年、第3回全日本国民的美少女コンテストでグランプリを受賞し、芸能界入り。
1990年、アイドルユニットBABY'Sの一員としてデビューする。BABY'S解散後はモデルとして活動。

## 出演

### CM
- P&G「クレアラシルマイルドフェイスウオッシュ」（1993年）
- ネスレ日本「ネスカフェ・ゴールドブレンド」花人・川瀬敏郎編（1995年）
- ダノンジャパン「ダノンビオヨーグルト」（2007年）

### 雑誌
- プチセブン（小学館）専属モデル